# 奈良県道242号上笠間三本松停車場線
奈良県道242号上笠間三本松停車場線（ならけんどう242ごう かみかさまさんぼんまつていしゃじょうせん）は、奈良県宇陀市を通る一般県道である。

## 概要
宇陀市室生上笠間から宇陀市室生三本松に至る。

### 路線データ
- 起点：宇陀市室生上笠間（奈良県道・三重県道781号都祁名張線交点）
- 終点：宇陀市室生三本松（国道165号交点）

## 路線状況

### 重複区間
- 奥宇陀広域農道（宇陀市室生向渕 - 宇陀市室生三本松）

## 地理

### 通過する自治体
- 奈良県
  - 宇陀市

### 交差する道路
| 交差する道路                                 | 交差する場所 | 交差する場所 |
| -------------------------------------------- | ------------ | ------------ |
| 奈良県道・三重県道781号都祁名張線            | 室生上笠間   | 起点         |
| 奥宇陀広域農道 / やまなみロード 重複区間起点 | 室生向渕     |              |
| 奥宇陀広域農道 / やまなみロード 重複区間終点 | 室生三本松   |              |
| 国道165号                                    | 室生三本松   | 終点         |

### 交差する鉄道
- 近鉄大阪線

### 沿線
- 近鉄大阪線三本松駅
- 宇陀川
- 道の駅宇陀路室生（終点付近）